# 过之翰旧宅
过之翰旧宅建于20世纪30年代，是中华民国时期原国民联军总部军需处长、中国国民党革命委员会上海市委委员、上海市文史馆员过之翰在天津的故居。位于当时的天津英租界的科伦坡道（Colombo Road）（今和平区常德道51号），该建筑目前是一般保护等级历史风貌建筑。该建筑现为天津市第一工人疗养院理疗楼。

## 建筑
过之翰旧宅为砖木结构楼房并设有地下室，建筑立面采用西方古典建筑三段式构图，建筑平面布局严整对称。建筑外立面通体水泥饰面，顶部为筒瓦坡顶，挑檐。